# Michel Le Quien

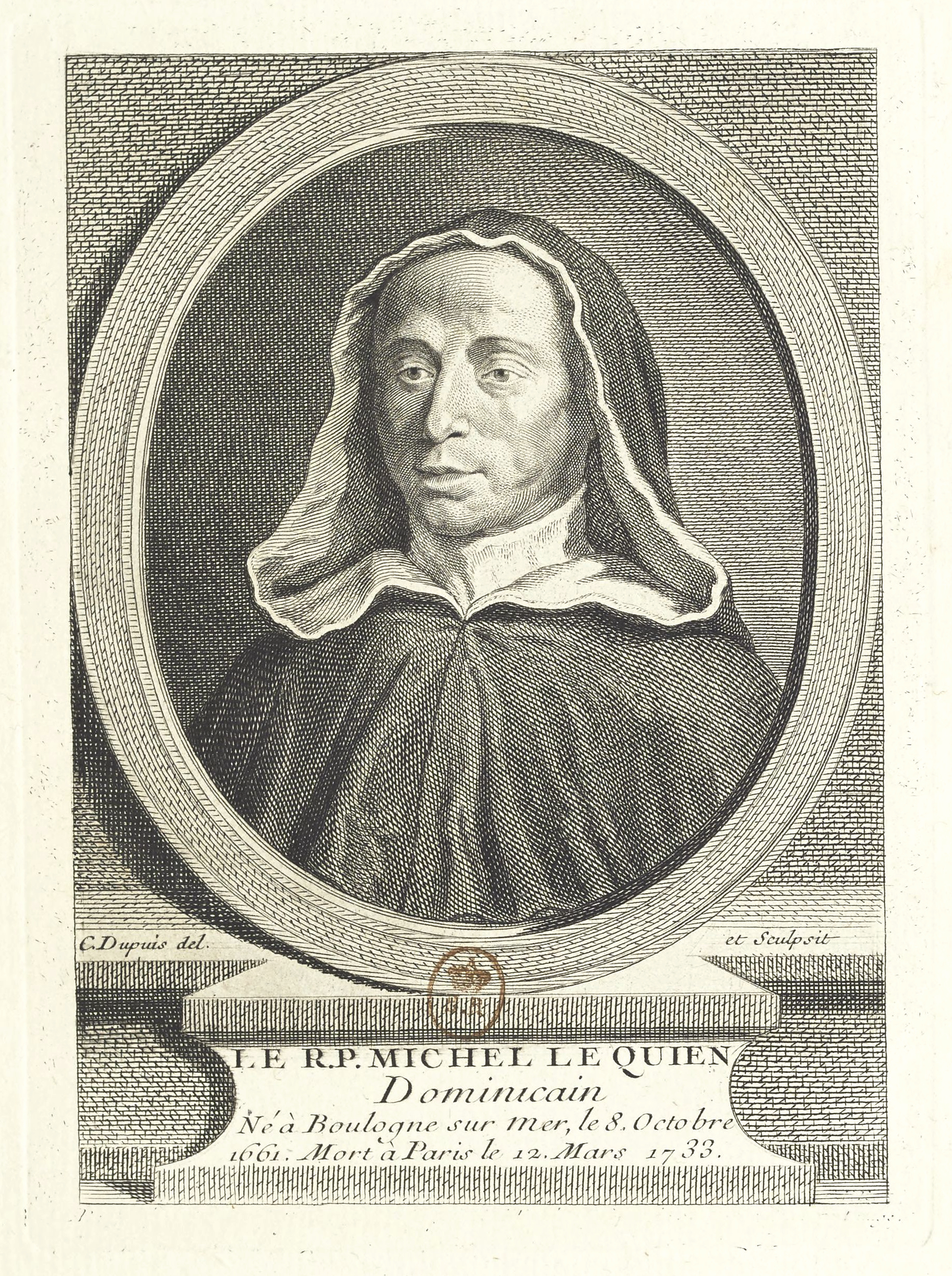
Michel Le Quien, zeitgenössischer Stich

Michel Le Quien, auch Michel Lequien, (* 8. Oktober 1661 in Boulogne-sur-Mer; † 12. März 1733 in Paris) war ein französischer Dominikanertheologe, Bibliothekar und dogmatischer und kirchenhistorischer Autor.

## Leben
Le Quien studierte am Pariser Collège du Plessis und trat 20-jährig im Kloster Rue du Bac dem Dominikanerorden bei. Später wechselte er in das Kloster Rue Saint-Honoré, wo er bis zu seinem Lebensende blieb. Dort arbeitete er als Bibliothekar und entfaltete eine umfangreiche Forschungs- und Publikationstätigkeit. In einem Buchtitel von 1725 wird er Professor der Theologie genannt.
Le Quien beherrschte außer Latein und Griechisch auch Hebräisch und Arabisch. Sein Interessenschwerpunkt waren Lehre, Geschichte und Organisation der Kirchen des Ostens. Aus seiner lebenslangen Materialsammlung entstanden die drei Bände des Oriens Christianus, die 1740 postum im Druck erschienen.
In seinen dogmatischen Publikationen setzte er sich aus römisch-katholischer Position mit der östlich-orthodoxen Theologie auseinander. Im Streit um die Gültigkeit der anglikanischen Weihen, der von Pierre François Le Courayer 1723 ausgelöst worden war und in Frankreich und England für Aufsehen sorgte, argumentierte er für deren Nichtigkeit.